# 马丁·范赖恩
马尔滕·约翰内斯·“马丁”·范赖恩（荷蘭語：Maarten Johannes "Martin" van Rijn，1956年2月7日—），男，荷兰王国政治人物，现任荷兰医疗护理大臣。